# Lunds studentskegård

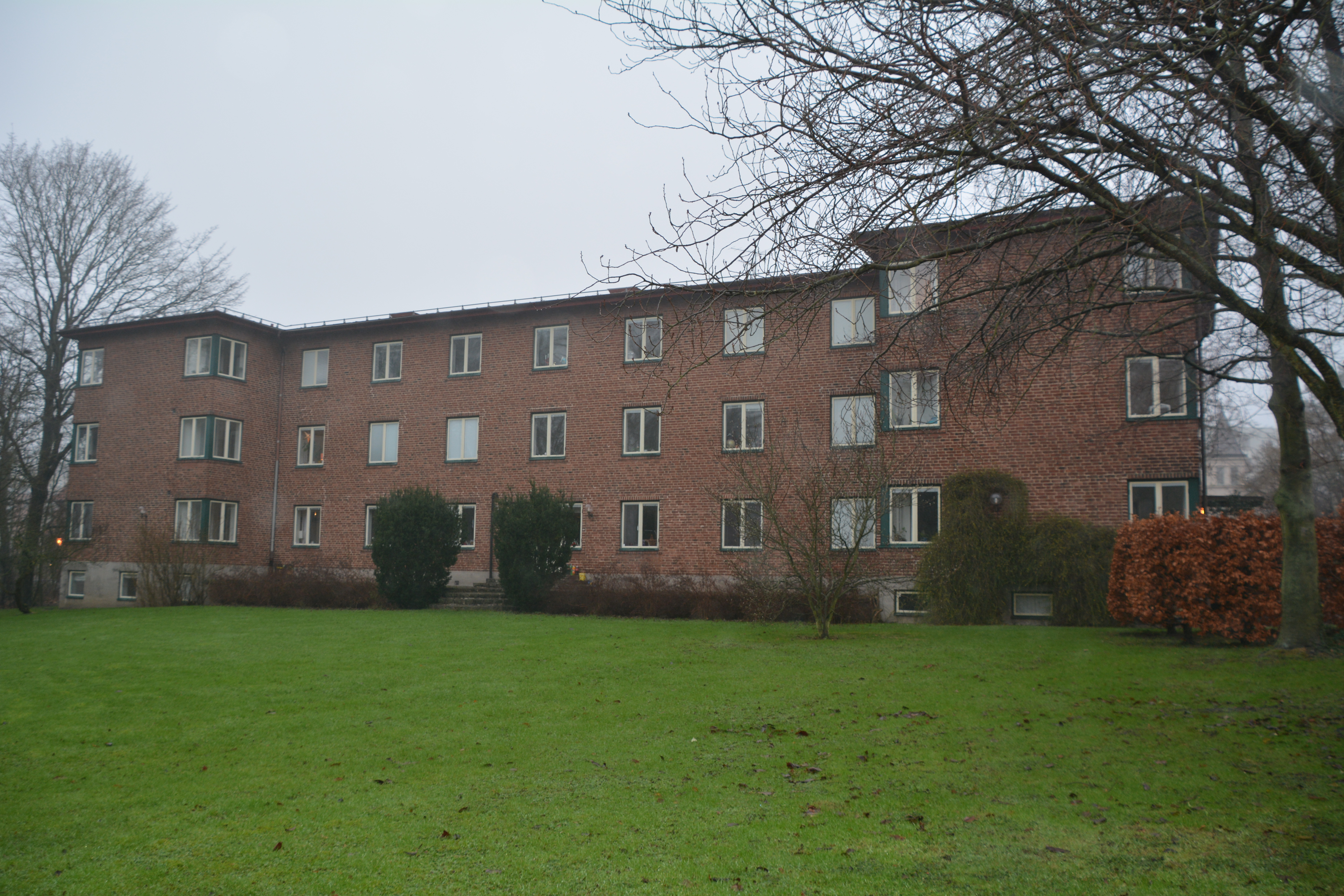
Lunds studentskegård

Lunds studentskegård är ett studenthem för kvinnliga studenter i Lund som inrättades 1937. Gården är belägen på Sankt Laurentiigatan 3 i Lund och har 38 rum samt två edilbostäder.

## Historik
Sedan kvinnor fått rätt att bedriva universitetsstudier 1873 ökade antalet kvinnliga studenter sakta men säkert. Under det tidiga 1900-talet konstaterades att det fanns brist på lämpliga bostäder för kvinnor. Lunds Kvinnliga Studentförening, som bildades 1900, drev frågan om en kvinnlig studentskebostad under 1920-talet. Det var vanligt att kvinnliga studenter var inneboende hos äldre damer, men kvinnliga akademiker sågs ofta med misstänksamhet, och det var svårt för kvinnor att hitta bostad.
Gösta Coyet donerade 1918 100 000 kronor till Lunds universitet. Beloppet skulle gå till uppförandet av bostäder för mindre bemedlade studenter. Efter påstötningar från styrelsen för Kvinnliga studenthemmet, som existerade under Maria Ribbings beskydd, ändrade han 1924 villkoren för sin donation, så att pengarna kunde användas till uppförandet av ett studenthem för kvinnor. Efter att en tomt i kvarteret Kråkelyckan donerats 1926 av professorskan Lilly Quennerstedt, och andra donationer inkommit från bland annat Lunds studentnationer med flera, kunde byggnadsarbetet påbörjas 1936.
Arkitekt var Arnold Salomon-Sörensen. Enligt devisen "gediget, men ingen lyx" tillfördes möbler ritade av Carl Malmsten, lampor från Svenskt Tenn, mattor av Märta Måås-Fjetterström, och övriga textilier från Svensk Hemslöjd. Ordföranden för Lunds Kvinnliga Studentförening, docent Asta Kihlbom, gjorde en stor insats under uppförandet, och fick stöd av kronprinsessan Louise, som även närvarade vid invigningen 1937, tillsammans med friherrinnan Henriette Coyet från Torup.
Frågan om huruvida Lunds studentskegård skulle vara utrustad med kök eller inte orsakade stor debatt under planeringen. Studentskornas tid ansågs av vissa vara för värdefull för att ägnas åt matlagning. Till slut inrättades dock ett kök på varje våning, även om studentskorna ofta, i alla fall under de första decennierna, intog sina måltider annorstädes, till exempel på Lunds studentkårs konviktorium.
Lunds studentskegård drivs idag som en ekonomisk förening under Lunds universitet, med Statens fastighetsverk som ansvarig för fastigheten. En befattning som edil har funnits sedan begynnelsen, och sedan 1971 har även en vice-ediltjänst funnits.
Skånekretsen av KAF, Kvinnliga Akademikers Förening, är associerad med Lunds studentskegård, och har sina medlemsmöten där.